# Clas Thunberg
Arnold Clas Robert Thunberg (Helsinki, 5 april 1893 – aldaar, 28 april 1973) was een Fins schaatser.

## Biografie
Clas Thunberg begon pas op relatief late leeftijd (18) met schaatsen. Na een wat ruig leven met veel roken en drank concentreerde hij zich nu volledig op zijn sport. Hoewel
hij pas op 28-jarige leeftijd zijn eerste titel won op het Europees kampioenschap allround in 1922, welk evenement in Helsinki plaatsvond, werd hij de beste schaatser gedurende de volgende tien jaar.
Bij zijn eerste deelname aan de Olympische Winterspelen, Chamonix 1924, won Thunberg op alle afstanden een medaille, drie gouden medailles (1500 en 5000 meter en allround), één zilveren (10.000 meter) en één bronzen medaille (500 meter). De Fin zou de enige Olympische allround kampioen in de geschiedenis blijven, omdat deze discipline enkel bij deze editie op het programma stond. Vier jaar later bij zijn tweede deelname aan de Olympische Winterspelen, Sankt Moritz 1928, won Thunberg goud op de 500 en 1500 meter. Tot op heden (OS 2022) is hij de succesvolste Olympische schaatser met vijf gouden, en één zilveren en bronzen medaille, enkel de 3 schaatssters Ireen Wüst (6-5-2), Lidia Skoblikova (6-0-0) en Claudia Pechstein (5-2-2) gaan hem in deze sporttak voor. Doordat tijdens de Olympische Winterspelen van 1932 in Lake Placid de schaatsafstanden werden verreden op Amerikaanse wijze in pack-style (massa-start, tot acht schaatsers tegelijk in de baan), bleven veel Europeanen uit onvrede over deze manier van wedstrijdschaatsen thuis, zo ook Thunberg. Wellicht had hij hier zijn erelijst kunnen aanvullen met nog meer olympische medailles.
Naast de vele Olympische podium plaatsten grossierde Thunberg ook in eremetaal tijdens de allround kampioenschappen. Zo werd hij viermaal Europees kampioen en vijfmaal wereldkampioen allround. Met het aantal van vier Europese titels staat hij derde op de lijst van meeste titels bij het EK Allround. Met de vijf wereldtitels allround staat Thunberg samen met Oscar Mathisen op een gedeelde tweede plaats. Op 17 februari 2013 behaalde Sven Kramer zijn zesde wereldtitel allround, waardoor hij het record nu alleen in handen heeft (inmiddels 9 wereldtitels).

## Records

### Persoonlijke records
| Afstand      | Tijd    | Datum            | Baan       |
| ------------ | ------- | ---------------- | ---------- |
| 500 meter    | 42,6    | 13 januari 1931  | St. Moritz |
| 1000 meter   | 1.27,4  | 4 maart 1931     | Oslo       |
| 1500 meter   | 2.18,1  | 11 januari 1930  | Davos      |
| 3000 meter   | 5.00,6  | 21 februari 1933 | Davos      |
| 5000 meter   | 8.32,6  | 4 februari 1928  | Davos      |
| 10.000 meter | 17.34,8 | 5 februari 1928  | Davos      |

### Wereldrecords
| Nr. | Afstand    | Tijd   | Datum           | Baan         |
| --- | ---------- | ------ | --------------- | ------------ |
| 1.  | 500 meter  | 42,8   | 19 januari 1929 | Davos        |
| 2.  | 1000 meter | 1.28,4 | 11 januari 1930 | Davos        |
| 3.  | 500 meter  | 42,6   | 13 januari 1931 | Sankt Moritz |
| 4.  | 3000 meter | 5.19,2 | 8 januari 1932  | Davos        |

#### Wereldrecords laaglandbaan (officieus)
| Nr. | Afstand    | Tijd   | Datum            | Baan       |
| --- | ---------- | ------ | ---------------- | ---------- |
| 1.  | 1000 meter | 1.31,6 | 23 februari 1921 | Kristiania |
| 2.  | 1000 meter | 1.31,4 | 14 maart 1926    | Joensuu    |
| 3.  | 500 meter  | 43,1   | 9 februari 1929  | Oslo       |
| 4.  | 500 meter  | 42,7   | 31 januari 1931  | Oslo       |
| 5.  | 1500 meter | 2.18,1 | 28 februari 1931 | Trondheim  |
| 6.  | 1000 meter | 1.27,4 | 4 maart 1931     | Oslo       |

## Resultaten
| Jaar | EK Allround | WK Allround | Olympische Spelen                        |
| ---- | ----------- | ----------- | ---------------------------------------- |
| 1922 | Goud        | Brons       |                                          |
| 1923 | Zilver      | Goud        |                                          |
| 1924 | Zilver      | NS3         | 500m · 1500 · 5000m · 10.000m · allround |
| 1925 |             | Goud        |                                          |
| 1926 |             |             |                                          |
| 1927 | Zilver      | Zilver      |                                          |
| 1928 | Goud        | Goud        | 500m · 1500m · 12e 5000m                 |
| 1929 | Zilver      | Goud        |                                          |
| 1930 |             |             |                                          |
| 1931 | Goud        | Goud        |                                          |
| 1932 | Goud        |             |                                          |
| 1933 |             | 6e          |                                          |
| 1934 | NC15        | NC14        |                                          |
| 1935 | NC11        | NC18        |                                          |

NC# = niet gekwalificeerd voor de laatste afstand, maar wel als # geklasseerd in de eindrangschikking
NS3 = niet gestart op de 3e afstand

### Medaillespiegel
| Kampioenschap     | Goud · | Zilver · | Brons · |
| ----------------- | ------ | -------- | ------- |
| EK Allround       | 4      | 4        | 0       |
| WK Allround       | 5      | 1        | 1       |
| Olympische Spelen | 5      | 1        | 1       |

1924: Charles Jewtraw ·
1928: Clas Thunberg/Bernt Evensen ·
1932: Jack Shea ·
1936: Ivar Ballangrud ·
1948: Finn Helgesen ·
1952: Ken Henry ·
1956: Jevgeni Grisjin ·
1960: Jevgeni Grisjin ·
1964: Richard McDermott ·
1968: Erhard Keller ·
1972: Erhard Keller ·
1976: Jevgeni Koelikov ·
1980: Eric Heiden ·
1984: Sergej Fokitsjev ·
1988: Uwe-Jens Mey ·
1992: Uwe-Jens Mey ·
1994: Aleksandr Goloebev ·
1998: Hiroyasu Shimizu ·
2002: Casey FitzRandolph ·
2006: Joey Cheek ·
2010: Mo Tae-bum ·
2014: Michel Mulder ·
2018: Håvard Holmefjord Lorentzen ·
2022: Gao Tingyu
1924: Clas Thunberg ·
1928: Clas Thunberg ·
1932: Jack Shea ·
1936: Charles Mathiesen ·
1948: Sverre Farstad ·
1952: Hjalmar Andersen ·
1956: Jevgeni Grisjin/Joeri Michajlov ·
1960: Jevgeni Grisjin/Roald Aas ·
1964: Ants Antson ·
1968: Kees Verkerk ·
1972: Ard Schenk ·
1976: Jan Egil Storholt ·
1980: Eric Heiden ·
1984: Gaétan Boucher ·
1988: André Hoffmann ·
1992: Johann Olav Koss ·
1994: Johann Olav Koss ·
1998: Ådne Søndrål ·
2002: Derek Parra ·
2006: Enrico Fabris ·
2010: Mark Tuitert ·
2014: Zbigniew Bródka ·
2018: Kjeld Nuis ·
2022: Kjeld Nuis
1924: Clas Thunberg ·
1928: Ivar Ballangrud ·
1932: Irving Jaffee ·
1936: Ivar Ballangrud ·
1948: Reidar Liaklev ·
1952: Hjalmar Andersen ·
1956: Boris Sjilkov ·
1960: Viktor Kositsjkin ·
1964: Knut Johannesen ·
1968: Fred Anton Maier ·
1972: Ard Schenk ·
1976: Sten Stensen ·
1980: Eric Heiden ·
1984: Tomas Gustafson ·
1988: Tomas Gustafson ·
1992: Geir Karlstad ·
1994: Johann Olav Koss ·
1998: Gianni Romme ·
2002: Jochem Uytdehaage ·
2006: Chad Hedrick ·
2010: Sven Kramer ·
2014: Sven Kramer ·
2018: Sven Kramer ·
2022: Nils van der Poel
Onofficiële Europese kampioenschappen

1891: Onbeslist ·
1892: Onbeslist · 
1946: Göthe Hedlund 

Officiële Europese kampioenschappen

1893: Rudolf Ericson · 
1894: Onbeslist ·
1895: Alfred Næss · 
1896: Julius Seyler · 
1897: Julius Seyler · 
1898: Gustaf Estlander · 
1899: Peder Østlund · 
1900: Peder Østlund · 
1901: Rudolf Gundersen · 
1902: Johan Schwartz · 
1903: Onbeslist ·
1904: Rudolf Gundersen · 
1905: Johan Vikander · 
1906: Rudolf Gundersen · 
1907: Moje Öholm · 
1908: Moje Öholm · 
1909: Oscar Mathisen · 
1910: Nikolaj Stroennikov · 
1911: Nikolaj Stroennikov · 
1912: Oscar Mathisen · 
1913: Vasilij Ippolitov · 
1914: Oscar Mathisen · 
1922: Clas Thunberg · 
1923: Harald Strøm · 
1924: Roald Larsen · 
1925: Otto Polacsek · 
1926: Julius Skutnabb · 
1927: Bernt Evensen · 
1928: Clas Thunberg · 
1929: Ivar Ballangrud · 
1930: Ivar Ballangrud · 
1931: Clas Thunberg · 
1932: Clas Thunberg · 
1933: Ivar Ballangrud · 
1934: Michael Staksrud · 
1935: Karl Wazulek · 
1936: Ivar Ballangrud · 
1937: Michael Staksrud · 
1938: Charles Mathiesen · 
1939: Alfons Bērziņš · 
1947: Åke Seyffarth · 
1948: Reidar Liaklev · 
1949: Sverre Farstad · 
1950: Hjalmar Andersen · 
1951: Hjalmar Andersen · 
1952: Hjalmar Andersen · 
1953: Kees Broekman · 
1954: Boris Sjilkov · 
1955: Sigge Ericsson · 
1956: Jevgeni Grisjin · 
1957: Oleg Gontsjarenko · 
1958: Oleg Gontsjarenko · 
1959: Knut Johannesen · 
1960: Knut Johannesen · 
1961: Viktor Kositsjkin · 
1962: Robert Merkoelov · 
1963: Nils Egil Aaness · 
1964: Ants Antson · 
1965: Eduard Matoesevitsj · 
1966: Ard Schenk · 
1967: Kees Verkerk · 
1968: Fred Anton Maier · 
1969: Dag Fornæss · 
1970: Ard Schenk · 
1971: Dag Fornæss · 
1972: Ard Schenk · 
1973: Göran Claeson · 
1974: Göran Claeson · 
1975: Sten Stensen · 
1976: Kay Arne Stenshjemmet · 
1977: Jan Egil Storholt · 
1978: Sergej Martsjoek · 
1979: Jan Egil Storholt · 
1980: Kay Arne Stenshjemmet · 
1981: Amund Sjøbrend · 
1982: Tomas Gustafson · 
1983: Hilbert van der Duim · 
1984: Hilbert van der Duim · 
1985: Hein Vergeer · 
1986: Hein Vergeer · 
1987: Nikolaj Goeljajev · 
1988: Tomas Gustafson · 
1989: Leo Visser · 
1990: Bart Veldkamp · 
1991: Johann Olav Koss · 
1992: Falko Zandstra · 
1993: Falko Zandstra · 
1994: Rintje Ritsma · 
1995: Rintje Ritsma · 
1996: Rintje Ritsma · 
1997: Ids Postma · 
1998: Rintje Ritsma · 
1999: Rintje Ritsma · 
2000: Rintje Ritsma · 
2001: Dmitri Sjepel · 
2002: Jochem Uytdehaage · 
2003: Gianni Romme · 
2004: Mark Tuitert · 
2005: Jochem Uytdehaage · 
2006: Enrico Fabris · 
2007: Sven Kramer · 
2008: Sven Kramer · 
2009: Sven Kramer · 
2010: Sven Kramer · 
2011: Ivan Skobrev · 
2012: Sven Kramer · 
2013: Sven Kramer · 
2014: Jan Blokhuijsen · 
2015: Sven Kramer · 
2016: Sven Kramer · 
2017: Sven Kramer · 
2019: Sven Kramer · 
2021: Patrick Roest · 
2023: Patrick Roest · 
2025: Sander Eitrem
- Bibliothèque nationale de France: cb17033455v (data)